# الرويسات (ولاية ورقلة)
بلدية الرويسات دائرة ورقلة، واحدة من أهم بلديات الولاية للبعد التاريخي والحضاري والثقافي وحتى الديمغرافي، بلغ عدد سكانها سنة 2024 بأكثر من 200 ألف نسمة، وبمساحة تتجاوز 30 ألف كلم مربع، وتمتاز بتركيبة بشرية خاصة حيث أن النمو الديمغرافي رهيب جدا في هذه البلدية، وطموحات المواطنين مشروعة وفي الوقت نفسه كبيرة، وتتعلق بالدرجة الأولى بشبكة صرف المياه القذرة حيث لا توجد تغطية كافية  أيضا المياه الصالحة للشرب، الطرقات، مشكل السكن، والتمدرس كلها هموم مسجل بها نقص في البلدية.
تضم هذه البلدية أربعة مناطق كبرى وهي الرويسات، سكرة، الحدب، الزياينة
تعرف هذه البلدية رياضيا أيضا من خلال الفريق الأول للبلدية وهو مستقبل بلدية الرويسات.